# Lijst van suikerfabrieken in België

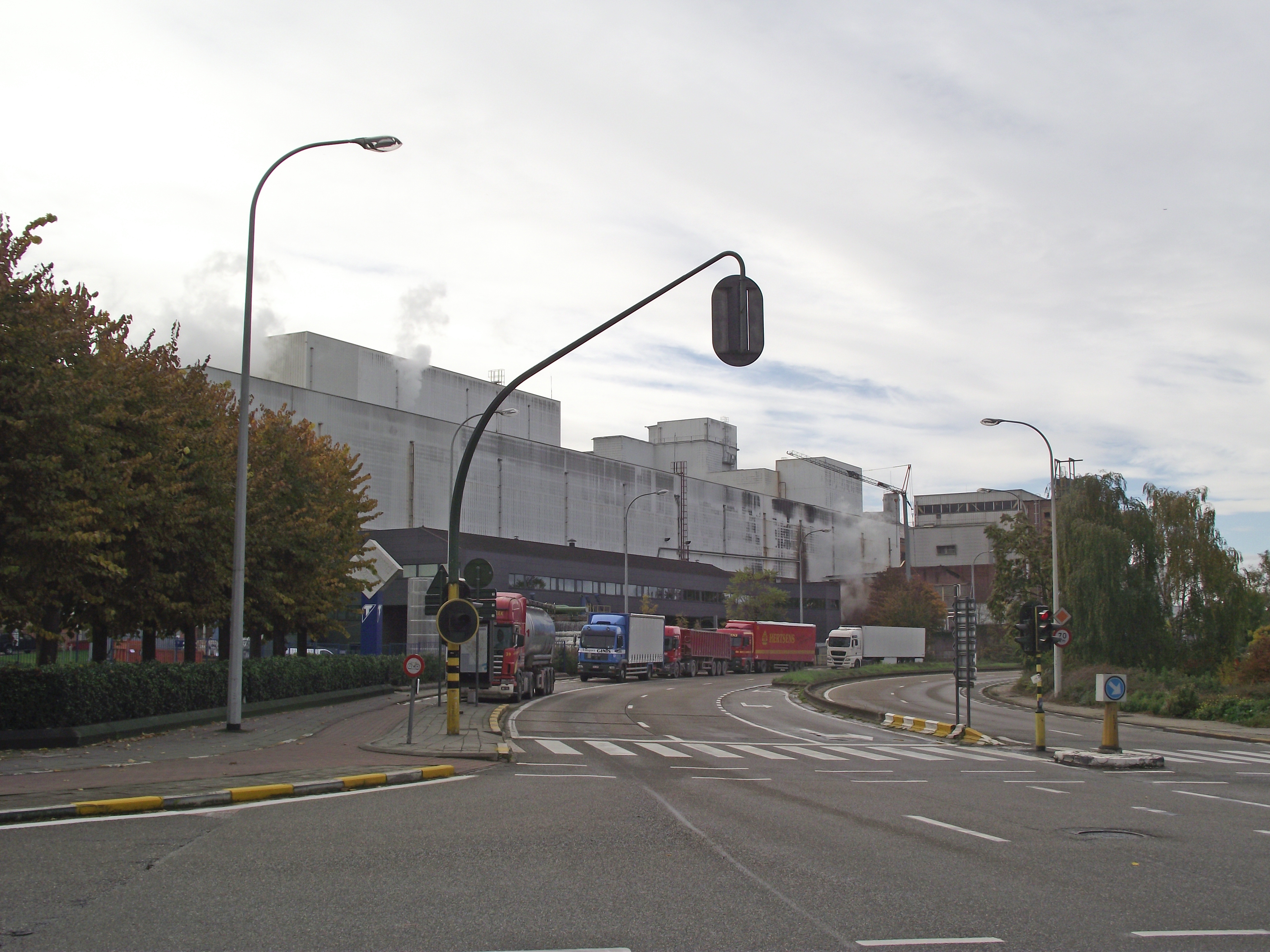
Tienen - 2010

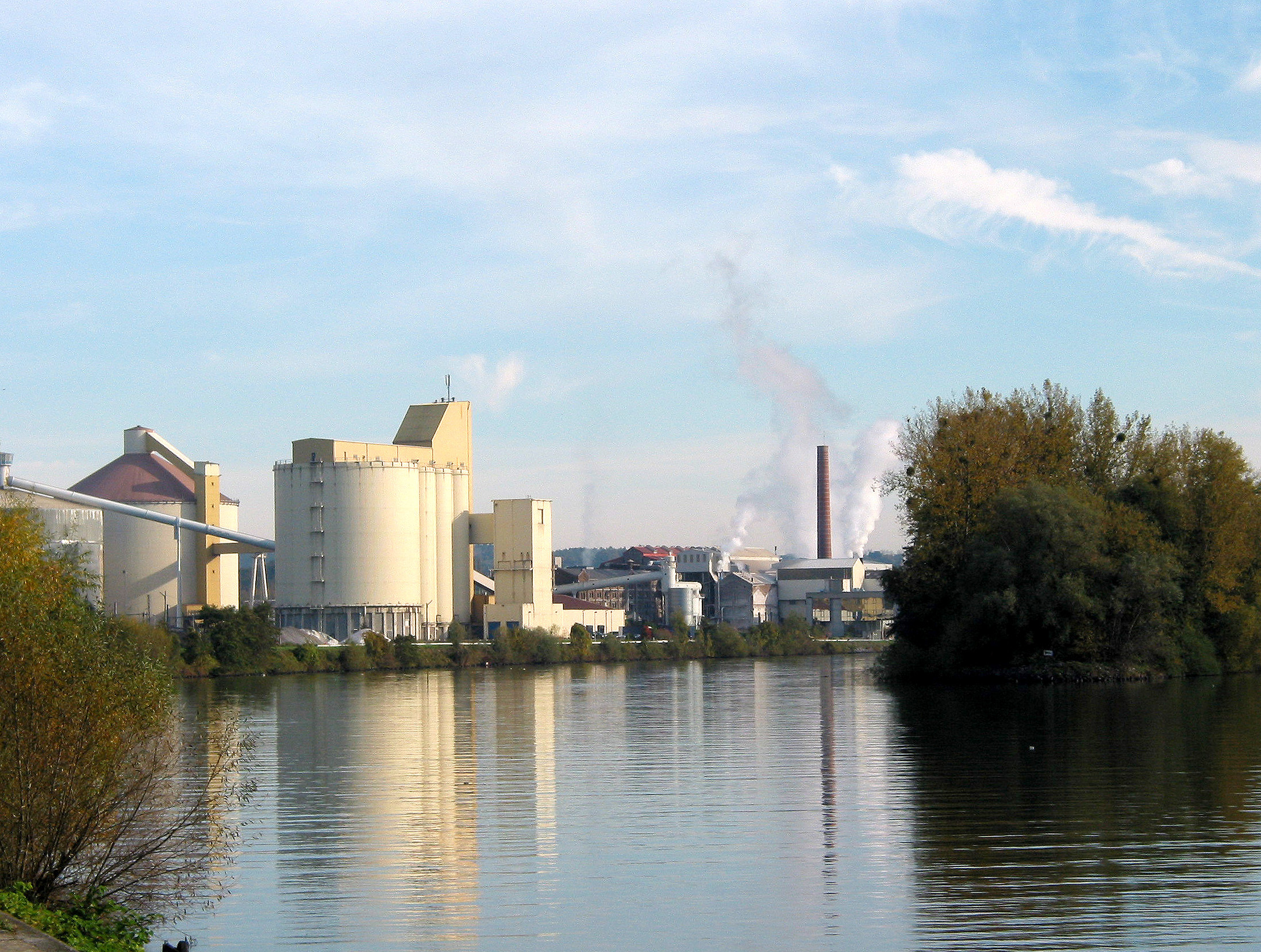
Wanze - 2005

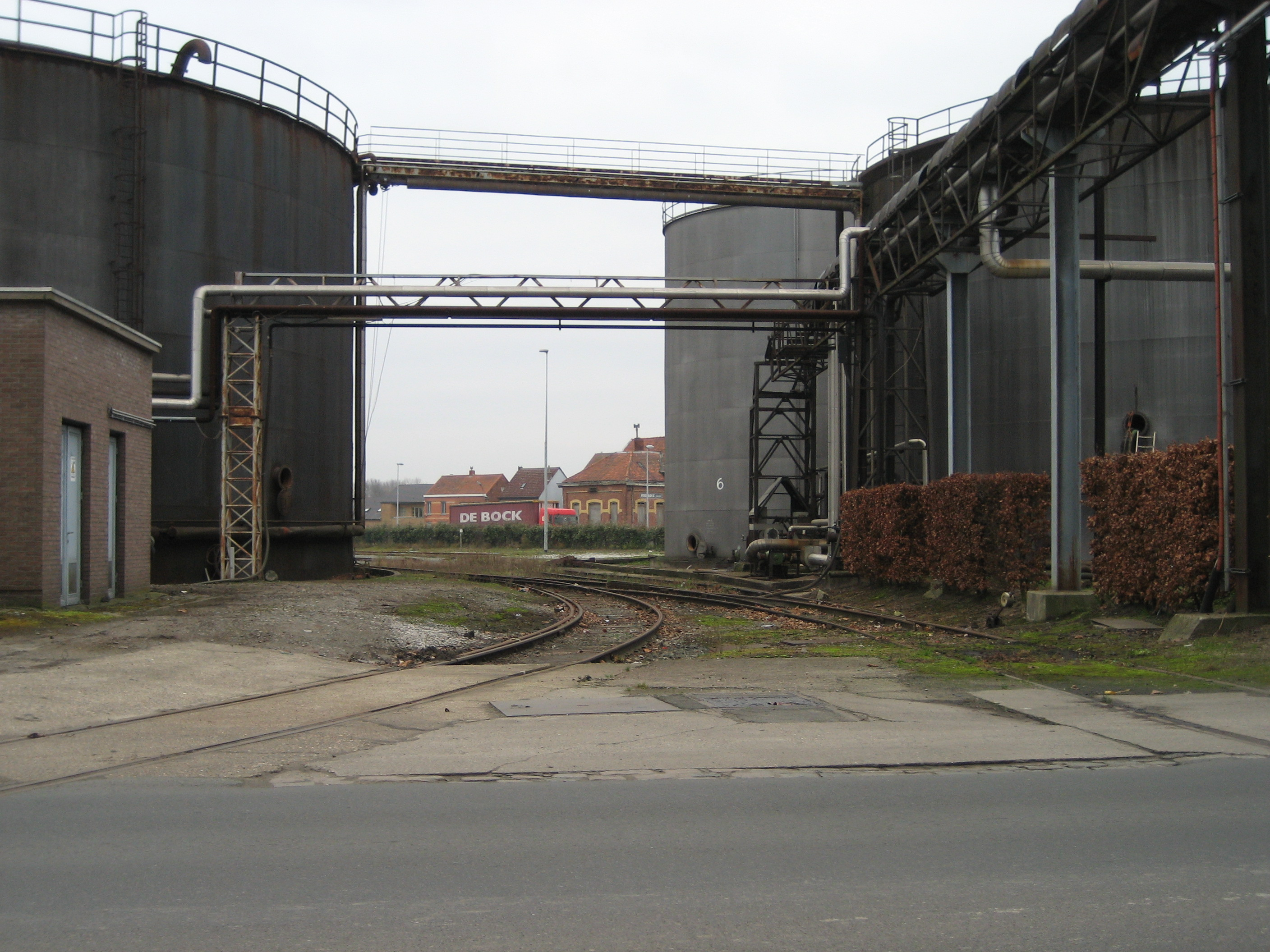
Moerbeke - 2008

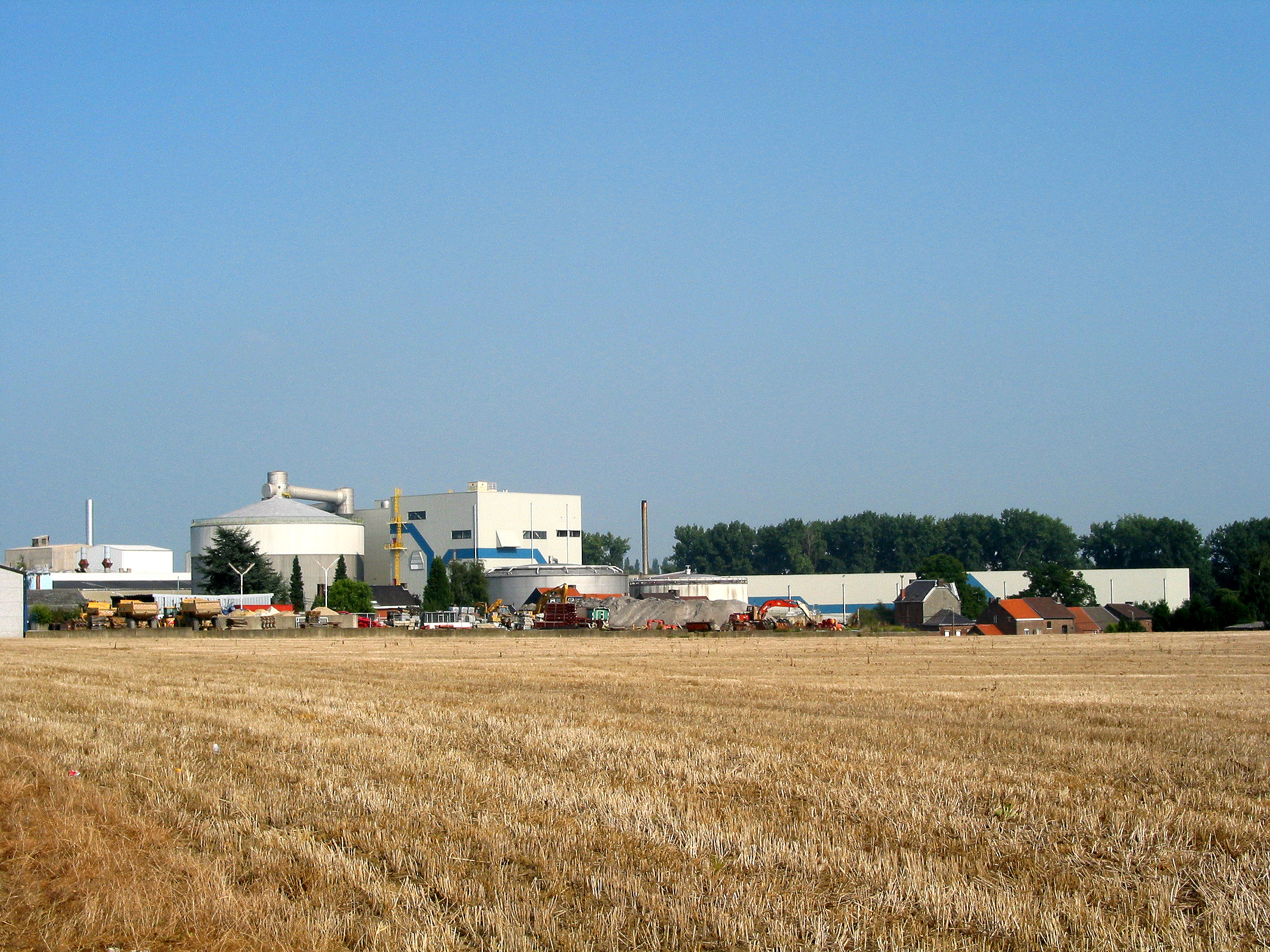
Oreye - 2005

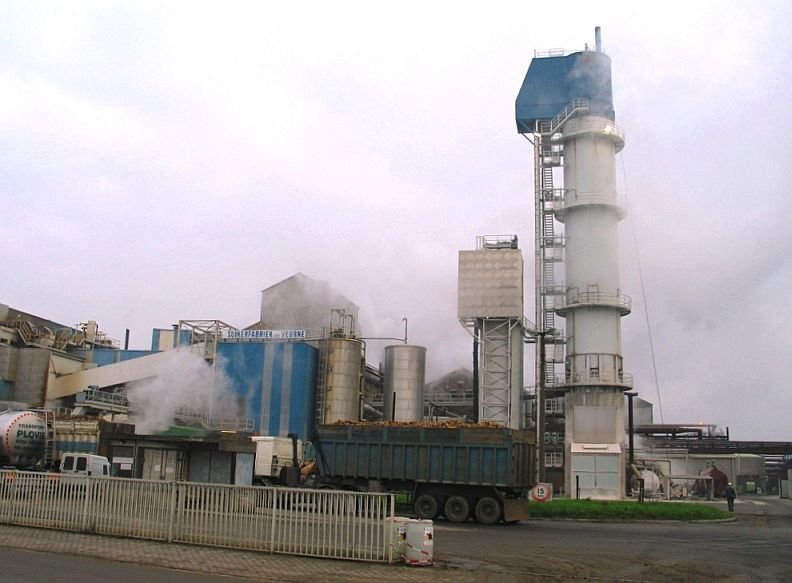
Veurne - 2004

Deze pagina toont een lijst van suikerfabrieken in België. In deze lijst zijn niet opgenomen:
- suikerraffinaderijen die geïmporteerde ruwe suiker (meestal rietsuiker) raffineerden, zoals eertijds de Wester Suikerraffinaderij;
- rietsuikerfabrieken zoals die in Belgisch-Congo door de koloniale machthebbers werden gebouwd.

Beetwortelsuikerfabrieken zijn gevestigd te:
- Fontenoy (Henegouwen) - Iscal Sugar
- Hollogne-sur-Geer (Luik) - Tiense Suikerraffinaderij
- Oerle (Luik) - Tiense Suikerraffinaderij
- Tienen (Vlaams-Brabant) - Tiense Suikerraffinaderij
- Wanze (Luik) - Tiense Suikerraffinaderij

Thans enkel nog suikerverwerking:
- Oostkamp (West-Vlaanderen) - Suikers G. Lebbe (Tiense Suikerraffinaderij)

Huidige en voormalige beetwortelsuikerfabrieken:
- Stayen Sint Truiden (Limburg) sucrerie de Gme MELLAERTS & Cie, 1834-1959 [1]
- Tienen (Vlaams-Brabant), 1836 Joseph Vandenberghe de Binckom, 1852 overname door Henry Vinckenbosch in 1894 overname door Paul en Frantz Wittouck eigenaren van suikerfabriek Wanze, in 1894 - Tiense Suikerraffinaderij; suikerfabriek van Pierre-Louis Vinckenbosch 1836, overname 1862 door Henry Vinckenbosch; Vanden Bossche frères et Janssens 1836, 1905 overname Tiense Suikerraffinaderij
- Waterloo (Waals-Brabant) Raffinerie Nationale du Sucre 1836-1871
- Ordingen (Limburg) 1836
- Péronnes-lez-Binche (Henegouwen) 1836-1926
- Opheylissem (Waals-Brabant) 1836-1927 S.A. Sucrerie d’Heylissem, overgenomen in 1929 door Tiense suikerraffinaderij
- Sint-Pietersveld (West-Vlaanderen) 1836-1839
- Warcoing (Henegouwen) 1852- in 1993 investering met Wez in nieuwe gezamenlijk suikerfabriek Fontenoyn, fabriek produceert nu erwten en cichorei derivaten
- Zelzate (Oost-Vlaanderen), twee fabrieken Sucrerie Franz Wittouck 1856-1939, vanaf 1929 fusie met Moerbeke tot Sucrerie des Flandres en La Sucrerie Tytgat[2]
- Barry (Henegouwen) 1857-1976 société de Simon et Vicomte Cossée de Maulde, vanaf 1911 Simon et Cie, vanaf 1930  Sucrerie de Barry-Maulde s.a., vanaf 1968 Tiense suikerraffinaderij
- Gembloers (Namen) ±1860-1977 Le Docte vanaf 1917 verkocht aan fam. Stevenart, Sucrière de Belgique, vanaf 1927 eigendom van suikerfabriek Grand-Pont, in 1966 Tiense suikerraffinaderij
- Chastre (Waals-Brabant) 1863
- Waver (Waals-Brabant) 1864-1975 vanaf 1884 Sucrerie de Wavre, Naveau et Cie
- Ambresin (Luik) 1864-1974
- Wez (Henegouwen) 1865- vanaf 1890 fam Couplet, nu gespecialiseerd in speciaal suikers
- Hollogne-sur-Geer (Luik) 1865-, Tiense Suikerraffinaderij
- Lillo (Antwerpen) 1866-1933, Sucrerie du Vieux-Lillo [3]. Werd opgekocht door Moerbeekse Sucrerie des Flandres en quasi onmiddellijk gesloopt ter wegwerking van concurrentie.
- Quévy (Henegouwen) 1868-1989 La sucrerie de Quévy, later Tiense Suikerraffinaderij
- Kallo (Oost-Vlaanderen) 1869-1970 stichter Charles Boëyé
- Moerbeke-Waas (Oost-Vlaanderen), Sucrerie Jules De Cock & Compagnie, 1869-2008, vanaf 1890 eigendom familie Lippens, vanaf 1929 Sucrerie des Flandres (fusie met de Sucrerie Franz Wittouck te Zelzate), vanaf 1989 hernoemd naar NV Suikergroep, vanaf 2003 Iscal Sugar (fusie met Veurne en Fontenoy)[4]
- Schalafie (Henegouwen) 1872-1990, vanaf 1989 NV Suikergroep [5]
- Altenaken (Vlaams-Brabant) 1876-1984 Grand Pont vanaf 1969 Tiense suikerraffinaderij
- Frasnes-lez-Buissenal (Henegouwen) 1880-2004, vanaf 1988 gekocht door Finasucre, 1989 hernoemd Suikergroep, vanaf 2003 Iscal Sugar [6]
- Hoegaarden (Vlaams-Brabant) La Ghète 1886-1957
- Wanze (Luik) Sucreries Centrales de Wanze 1888 opgestart door Willem Wittouck - eigenaar nu Tiense Suikerraffinaderij
- Oerle (Luik) 1889-1995 Sucrerie d'Oreye, vanaf 1901 Sucrerie Notre Dame, vanaf 1936 meerderheidsaandeelhouder Tiense Suikerraffinaderij, tot 1995 suikerbieten verwerkt, nu cichorei tot voedingsvezels
- Veurne (West-Vlaanderen) 1922-2005, vanaf 2003 Iscal Sugar
- Gent (Oost-Vlaanderen), sucrerie Mechelynck
- Braives (Luik) Tiense Suikerraffinaderij
- Les Waleffes (Luik) Tiense Suikerraffinaderij
- Fexhe-le-Haut-Clocher (Luik)
- Genepiën (Waals-Brabant) tot 2004 Tiense Suikerraffinaderij
- Brugelette (Henegouwen) tot 2008 Tiense Suikerraffinaderij [7]
- Fontenoy (Henegouwen) 1993- Iscal Sugar[8]